# Сказків Петро Петрович
Петро Петрович Сказків (17 травня 1987, м. Ворохта, нині Україна — 4 лютого 2021, м. Ворохта, Україна) — український музикант-цимбаліст.

## Життєпис
Петро Сказків народився 17 травня 1987 року в місті Ворохті Івано-Франківської області, Україна). Працював учителем музики у Ворохтянському будинку культури.
Грати на цимбалах його навчив батько. Петро брав участь у шоу «Україна має талант», де став фіналістом. Кліп із його виступом отримав два мільйони переглядів станом на 4 лютого 2021 року.
Учасник рок-колективу «Джарап».
У 2014 році брав участь у Революції гідности, де підтримував людей музикою.
Помер 4 лютого 2021 року від раку легень.